# Nowiny (Chełm)
Nowiny [nɔˈvʲinɨ] ist ein Dorf in der Gmina Chełm, in der polnischen Woiwodschaft Lublin. Es liegt 10 km nördlich von Pokrówka, 4 km nördlich von Chełm und 66 km östlich von Lublin.